# Gran Plaga de la Tierra Media
En el universo imaginario de J. R. R. Tolkien y en los apéndices de la novela El Señor de los Anillos, se llamó Gran Plaga a la epidemia desatada en toda la Tierra Media en el año 1636 de la Tercera Edad, que causó una pérdida demográfica importantísima en todos los pueblos de la Tierra Media.

## Historia
Proveniente del este, la Gran Plaga afectó a casi todas las regiones del oeste. Sin duda había causado estragos en los lugares de donde provenía, tanto en Rhûn como en Harad, y por ello los ataques contra Gondor se detuvieron por un tiempo. Al parecer los Corsarios de Umbar se refugiaron en su ciudad, impidiendo la entrada de cualquier extranjero que pudiese transportarla, y debido a esto dejaron de asolar las costas de Gondor, mientras que los Haradrim no avanzaron más allá del río Harnen. Los Aurigas demoraron el asalto al Reino del Sur por casi doscientos años, a pesar de que ya habían dominado gran parte de Rhovanion del Este.
En el Oeste las cosas no fueron mejores. Gondor perdió más de la mitad de la población, y fue particularmente afectada Osgiliath con una gran mortandad, incluida la familia real y el rey Telemnar. Los sobrevivientes de la Ciudad Capital se trasladaron a Ithilien y la ciudad quedó prácticamente en ruinas, obligando al rey Tarondor a trasladar la capital a Minas Anor. En ésta el Árbol Blanco se secó y no fue reemplazado por un tiempo. Las regiones de Anórien y Calenardhon prácticamente se despoblaron, produciendo grandes pérdidas económicas. La despoblación hizo que la vigilancia de Mordor se descuidara, se abandonaron los pasos de Udûn y Cirith Ungol; las guarniciones de las Torres de los Dientes se redujeron. Luego de esto, toda clase de criaturas malignas retornaron.
A Rhovanion no le fue mejor. La Plaga devastó el Reino de Rhovanion y dispersó a los sobrevivientes Hombres del Norte a lo largo de las tierras entre el Celduin y el Bosque Negro. Es probable que de esta época date la fundación de Esgaroth sobre el Lago Largo.
A medida que avanzaba hacia el Norte y el Oeste iba perdiendo fuerza. La región de Enedwaith (que pertenecía a Gondor) quedó totalmente despoblada, y sólo sobrevivió la ciudad de Tharbad. Afectó muy fuertemente las poblaciones de los dunlendinos que vivían en las laderas norte de las Montañas Blancas y en las Tierras Brunas. El territorio de Minhiriath también fue afectado, y allí sólo quedaron grupos de Hombres Medios, dispersos por los bosques de Eryn Vorn. Cardolan también quedó casi desierta y los espíritus de Angmar se instalaron en Tyrn Gorthad. Grandes regiones del reino de Arthedain se vieron afectadas, solo quedando núcleos poblacionales más o menos estables, como Bree y Fornost, pero también grandes regiones vacías. La peste no cruzó el Brandivino y afectó muy poco a los hobbits, en especial a los de la Cuaderna del Norte.
Parece claro que la peste apresuró la caída del Reino de Arthedain, cuyas fuerzas quedaron muy menguadas para enfrentar al Rey Brujo. Para Gondor significó no sólo la pérdida de territorios, sino también la vuelta del peligro de Sauron.